# Glikozydy fenolowe
Glikozydy fenolowe – grupa organicznych związków chemicznych, podgrupa glikozydów, w których aglikonem są fenole lub kwasy fenolowe; w tej grupie są także garbniki.
Najważniejsze glikozydy fenolowe:
- Arbutyna – występuje w rodzinach Ericaceae, Lamiaceae, Rosaceae; po hydrolizie działa dezynfekująco na drogi moczowe; występuje w liściach mącznicy i brusznicy
- Metyloarbutyna – słabsze działanie niż arbutyna; występuje w liściach mącznicy i brusznicy
- Salicyna – glukozyd saligeniny; występuje w rodzinach Salicaceae, Capifoliaceae; działa słabo przeciwgorączkowo; występuje w korze wierzby
- Populina – dodatkowa ma kwas benzoesowy; występuje w liściach topoli i osiki; działa jak salicyna
- Spireozyd – występuje w kwiatach wiązówki błotnej i zielu fiołka trójbarwnego; działa przeciwzapalnie
- Echinakozyd – występuje w jeżówce wąskolistnej; pobudza fagocytozę zwiększając odporność na infekcje